# Revmatična vročina
Revmatična vročina, tudi revmatična vročica, je vnetna revmatična sistemska bolezen, ki se pojavi po okužbi s streptokoki skupine A in pri kateri obolevajo predvsem otroci. En teden do tri tedne po streptokokni okužbi žrela se pojavijo simptomi endokarditisa, tudi perikarditis in miokarditis, poliartritis, horea minor, anularni eritem, podkožni vozliči in nespecifični simptomi, kot so vročina, bolečina v sklepih, levkocitoza, povečani pa sta tudi vrednost C-reaktivnega proteina (CRP) in hitrost sedimentacije eritrocitov (SR).
Srce je prizadeto v okoli polovici primerov revmatične vročine. Nastopi lahko revmatični endokarditis, ki se kaže zlasti s prizadetostjo srčnih zaklopk, vendar do njega pride običajno šele po več zagonih bolezni. Okvara srčnih zaklopk lahko povzroči srčno popuščanje, atrijsko fibrilacijo in infekcijski endokarditis (okužbo srčnih zaklopk).
Revmatična vročina se po nezdravljeni okužbi žrela z bakterijo Streptococcus pyogenes pojavi pri do treh odstotkih bolnikov. Nastopi zaradi nenormalne senzibilizacije organizma in posledične tvorbe protiteles proti sestavinam lastnega tkiva. Nekateri so za bolezen dovzetnejši zaradi svojih genetskih lastnosti, dodatna dejavnika tveganja pa sta še slaba prehranjenost in nizek ekonomski status. Za dignozo je pomembna prisotnost bolezenskih znakov in simptomov po dokazani nedavni streptokokni okužbi.
Zdravljenje bolnikov s streptokokno okužbo žrela z antibiotiki, kot so penicilini, zmanjša tveganje za pojav revmatične vročine. Za preprečitev prekomerne uporabe antibiotikov je pomembno mikrobiološko testiranje pri bolnikih z vnetjem žrela, vendar ti testi v državah v razvoju pogosto niso na voljo. Ob pojavu revmatične vročine je potrebno antibiotično zdravljenje, ki je lahko tudi dolgotrajno. Če pride do prizadetosti srčnih zaklopk, je zdravljenje zapletenejše in včasih je potrebna tudi zamenjava srčnih zaklopk.
V svetu prizadene letno okoli 325.000 otrok in okoli 18 milijonov ljudi ima okvaro srčnih zaklopk zaradi revmatičnega endokarditisa. Najpogosteje prizadene otroke med 5. in 14. letom starosti, v 20 % pa se prvi zagon bolezni pojavi šele v odraslosti. Na Slovenskem je bolezen redka, pogostejša pa je v državah v razvoju in med staroselci v razvitih predelih sveta. Po ocenah je leta 2013 zahtevala 275.000 smrtnih žrtev, kar kaže na upad, saj je leta 1990 povzročila 374.000  smrti. Smrtnost je večja v državah v razvoju, kjer umre do 12,5 % bolnikov z revmatično vročino.